# Dreamcatcher (grupo musical)
Dreamcatcher (en hangul, 드림캐쳐), anteriormente conocido como MINX (en hangul, 밍스), es un grupo femenino surcoreano formado por Happy Face Entertainment y coproducida por The Black Label. Está integrado por siete miembros: JiU, SuA, Siyeon, Handong, Yoohyeon, Dami y Gahyun. Debutaron oficialmente el 13 de enero de 2017 con el álbum sencillo Nightmare.
Dreamcatcher se formó originalmente bajo el nombre de MINX, y constaba de cinco miembros: JiU, SuA, Siyeon, Yoohyeon y Dami. Lanzaron su sencillo debut titulado «Why Did You Come to My Home?» el 18 de septiembre de 2014 y que fue producido por Teddy Park. En diciembre del mismo año, lanzaron el sencillo navideño, «Rockin 'Around the Christmas Tree», junto al grupo femenino Dal Shabet. Regresaron en julio de 2015 con el EP Love Shake, que sería su último lanzamiento como MINX. En noviembre de 2016, anunciaron que redebutarían en 2017 bajo el nuevo nombre de Dreamcatcher, con la incorporación de dos nuevos miembros, Handong y Gahyun.

## Historia

### 2014-2015: Debut como MINX

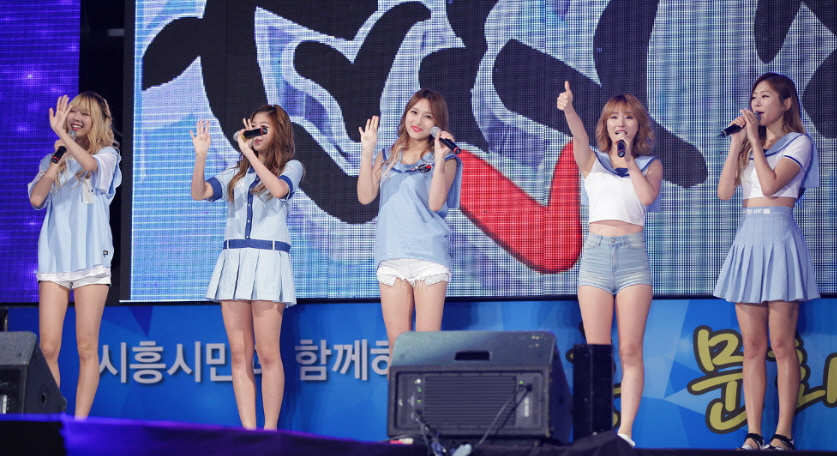
MINX en el escenario el año 2015.

Bajo el nombre de MINX, el grupo realizó su primera presentación en vivo en el Oak Valley Summertime Festival el 9 de agosto de 2014, donde interpretaron dos canciones originales, «Action» y «Why Did You Come To My Home». El 15 de septiembre, la productora Happy Face Entertainment las anunció como su nuevo grupo femenino. MINX lanzó «Why Did You Come To My Home» como su sencillo digital debut el 18 de septiembre. La canción fue descrita como una «nueva versión de la rima infantil» del mismo nombre. MINX hizo su debut oficial en el programa de música de Corea del Sur M! Countdown el 18 de septiembre y terminó las promociones el 26 de octubre con una presentación final en el programa Inkigayo.
En julio de 2015, MINX lanzó su primer EP titulado Love Shake, con el mismo nombre para su sencillo principal. El sencillo fue promovido como una «canción alegre que va bien con el verano», y fue una nueva versión de la canción «Love Shake» de su grupo compañero de sello Dal Shabet del álbum Bang Bang. El mismo día, MINX realizó una presentación de prensa en Ellui, un club en Seúl. Realizaron su primera presentación de regreso en el programa The Show el 30 de junio y en Show Champion el 1 de julio.

### 2017: Redebut como Dreamcatcher,Nightmare,Fall Asleep in the MirroryPrequel
En noviembre de 2016, Happy Face Entertainment reveló que MINX volvería a debutar, ahora bajo el nombre de Dreamcatcher, con los miembros de MINX JiU, SuA, Siyeon, Yoohyeon y Dami, a las que se les sumaron dos nuevos miembros, Gahyun y Handong en 2017. El grupo volvió a debutar con el lanzamiento de su primer álbum sencillo Nightmare y su tema principal «Chase Me», el 13 de enero de 2017. El 19 de enero, hicieron su debut oficial en el programa M! Countdown.
El 5 de abril, Dreamcatcher lanzó su segundo álbum sencillo titulado Fall Asleep in the Mirror, con su tema principal «Good Night».

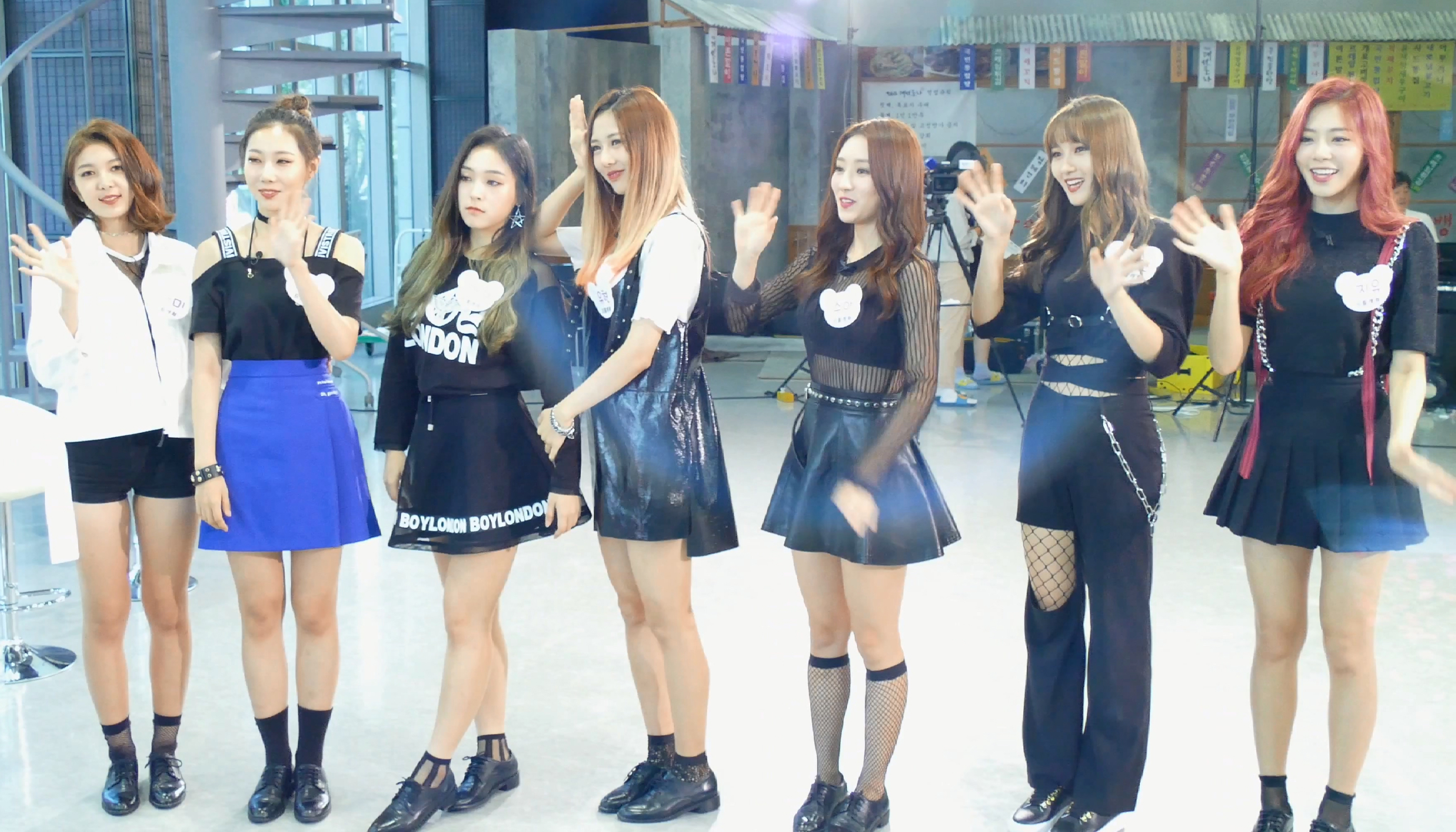
Dreamcatcher el 22 de agosto de 2017. De izq. a der.: Dami, Handong, Gahyun, Yoohyeon, SuA, Siyeon y JiU

Dreamcatcher lanzó su primer EP bajo su nuevo nombre titulado Prequel el 27 de julio de 2017. El álbum contenía seis pistas, incluido el sencillo principal «Fly High». El álbum debutó en el puesto número 5 en la lista del Billboard World Album Chart y alcanzó el puesto número 1 en la lista Top 100 de k-Pop de iTunes en los EE. UU. El 1 de agosto, Happy Face Entertainment anunció que Dreamcatcher realizaría su primera gira mundial después de concluir sus promociones para Prequel.
El 3 de octubre, Happy Face Entertainment anunció que Dreamcatcher se uniría al programa de competencia musical Mix Nine. Para el 10 de diciembre de 2017, sin embargo, su productora anunció que Jiu, Siyeon, Yoohyeon y Dami dejaban el programa debido a un conflicto de agenda con su gira en Brasil. El 8 de diciembre, Happy Face Entertainment anunció que, en colaboración con MyMusicTaste, Dreamcatcher realizaría una gira por 7 países de Europa en febrero de 2018 como parte de su gira mundial titulada Dreamcatcher World Tour: Fly High. El 28 de diciembre se informó que Dreamcatcher realizaría una reunión de fans el 13 de enero de 2018, para celebrar el primer aniversario desde su debut con los fans. Todas las entradas para la reunión de fans se agotaron en menos de un minuto después de su lanzamiento a la venta pública realizada el 2 de enero.
Hacia finales de ese año, Dreamcatcher recibió elogios de la crítica de música de todo el mundo por su sonido único, que incorpora influencias de la música rock y el metal. «Chase Me» obtuvo el lugar número 19 en la lista de Billboard de las mejores canciones de k-pop del 2017, según los críticos. Posteriormente, Dreamcatcher fue incluido en el puesto número 3 en los mejores nuevos actos de k-pop de Billboard en 2017.

### 2018: Éxito comercial y crecimiento
El 4 de enero de 2018, Happy Face Entertainment reveló que Dreamcatcher lanzaría un nuevo sencillo digital dedicado a los fans en celebración de su primer aniversario el 12 de enero, compuesto por Ollounder (오종훈) y Leez (이수민), quienes también compusieron las canciones principales de Dreamcatcher «Chase Me» y «Good Night». Esto fue seguido por fotos teaser individuales publicadas todos los días a las 13:13 hrs. (KST), hasta el 12 de enero. Este día, Dreamcatcher lanzó su primer sencillo digital de aniversario titulado «Full Moon», junto con un vídeo promocional. El sencillo se ubicó inmediatamente en las listas de iTunes Top 100 de k-pop en varios países del mundo, y ocupó el puesto 16 en la lista Billboard World Digital Song Sales.
El 13 de enero, Dreamcatcher celebró su primer encuentro de fans de aniversario en el Mary Hall Grand Theatre de la Universidad Sogang, donde interpretaron «Full Moon» por primera vez. En febrero de 2018, Dreamcatcher se convirtió en el primer grupo femenino de k-pop en completar una gira por las principales ciudades europeas para interpretar su música e interactuar con fans internacionales. Las ciudades visitadas en la Gira Mundial Fly High fueron Londres (14 de febrero), Lisboa (16 de febrero), Madrid (18 de febrero), Ámsterdam (21 de febrero), Berlín (22 de febrero), Varsovia (23 de febrero) y París (25 de febrero). En marzo de 2018, el grupo anunció que su nombre oficial de fandom sería 'InSomnia'.
El 28 de abril, Dreamcatcher fue nombrado Embajador de Relaciones Públicas para la Protección de los Derechos de Autor de la última campaña de protección de derechos de autor y comercialización de la tecnología Blockchain Security de Microsoft. El 10 de mayo, Dreamcatcher lanzó su segundo EP titulado Escape the Era. Este miniálbum contiene seis canciones, incluido el sencillo principal «You And I» y su versión instrumental. El EP, en sus versiones Outdoor e Indoor, se ubicó en las posiciones 1 y 3 respectivamente, en la lista de álbumes de Hanteo, alcanzó el número 3 en Gaon Album Chart y la primera posición en Yinyuetai de China. Hizo su debut en el Billboard World Albums Chart en la posición número 7.
El grupo anunció una gira por Latinoamérica el 17 de mayo de 2018. La gira denominada Welcome to the Dream World in Latin America, comenzó el 27 de julio en Buenos Aires, Argentina, y concluyó el 5 de agosto en la Ciudad de Panamá. El 15 de julio, Dreamcatcher firmó con la productora Pony Canyon para hacer su debut japonés en otoño del mismo año.
Su tercer EP, Alone in the City, fue lanzado el 20 de septiembre de 2018. El 5 de octubre, se anunció que Dreamcatcher debutaría en Japón en noviembre con una versión japonesa de su sencillo «What», programado para el 21 de noviembre.

### 2019: Nueva gira mundial, primer álbum japonés y ausencia de Handong
El 13 de febrero, Dreamcatcher lanzó su cuarto EP titulado The End of Nightmare. El álbum cierra con su nuevo sencillo, «Piri», una canción que muestra la acústica del rock característico de Dreamcatcher y la incorporación del instrumento musical homónimo. El mismo día, la agencia del grupo, HappyFace Entertainment, anunció que habían cambiado el nombre de su sello a DreamCatcher Company. Después de las promociones de «Piri», Dreamcatcher realizó su gira por Asia llamada Invitation from Nightmare City, que se anunció que se llevaría a cabo en las ciudades de Yakarta, Manila, Singapur, Seúl y las ciudades japonesas de Tokio y Kōbe, desde marzo hasta mayo de 2019. Sin embargo, debido a razones no reveladas, la parada del concierto en Yakarta se canceló más tarde; en cambio, se celebró una breve reunión de fans.
Posteriormente, en julio, se anunciaron tres paradas más como parte de la gira, sumándose las ciudades australianas de Melbourne y Sídney, junto con la ciudad de Kuala Lumpur en Malasia. Los conciertos iban a tener lugar desde finales de agosto hasta principios de septiembre. Desafortunadamente, debido a un incendio que ocurrió en el 170 Russell Theatre el 31 de agosto, Dreamcatcher se vio obligado a cancelar su concierto en Melbourne. El 31 de agosto, Dreamcatcher anunció la membresía oficial de primera generación para su club de fans 'InSomnia'. Las aplicaciones de clubes de fans coreanos y japoneses comenzaron el 2 de septiembre y duraron un mes.
A principios de septiembre, Dreamcatcher lanzó una serie de imágenes anunciando un nuevo lanzamiento. Después de eso, se dio a conocer un programa de regreso, que confirmaba el lanzamiento de un nuevo miniálbum especial titulado Raid of Dream. El 11 de septiembre, el grupo lanzó su primer álbum completo en japonés titulado The Beginning of the End, que incluye versiones japonesas de la mayoría de sus canciones principales y dos nuevos sencillos japoneses. El vídeo musical de la canción «Breaking Out» fue lanzado dos días antes del lanzamiento del álbum, y Dreamcatcher realizó una exhibición para promover e interpretar las nuevas canciones japonesas transmitidas por Line Live.
El 18 de septiembre del mismo año, se lanzó el nuevo EP coreano de Dreamcatcher, Raid of Dream. El vídeo musical de su canción principal, «Deja Vu», se dio a conocer ese mismo día. Una versión japonesa de la canción también se subió simultáneamente. Esta canción es una colaboración formal con el videojuego para móviles King's Raid.
Tras el término de las promociones de «Deja Vu», Dreamcatcher se embarcó en su segunda gira por Europa en las ciudades de Londres (24 de octubre), Milán (27 de octubre), Berlín (30 de octubre), Varsovia (1 de noviembre), París (3 de noviembre), Ámsterdam (5 de noviembre) y, por último, Helsinki (7 de noviembre). A partir de entonces, el grupo también completó con éxito su primera gira en los Estados Unidos, donde actuaron en las ciudades de Los Ángeles (6 de diciembre), Chicago (8 de diciembre), Dallas (11 de diciembre), Orlando (13 de diciembre) y Jersey City (15 de diciembre). Handong, una de las miembros del grupo, estuvo ausente de las giras por Europa y América debido a razones no especificadas en ese momento, para luego revelarse que se debía a problemas de compatibilidad horaria con su participación en la segunda temporada del programa chino Idol Producer.

### 2020: Primer álbum de estudio coreano y reconocimiento internacional
El 3 de febrero, Dreamcatcher reveló su calendario teaser para su primer álbum de estudio coreano de larga duración. Este primer álbum titulado Dystopia: The Tree of Language, fue lanzado el 18 de febrero de 2020, junto con el vídeo musical de «Scream», su sencillo principal, una canción uptempo de rock y electronic dance music. El álbum incluyó ocho nuevas canciones originales, empaquetadas con las dos canciones de fans anteriores de Dreamcatcher, «Full Moon» y «Over the Sky», así como la canción debut en solitario de Siyeon, «Paradise».
El tercer sencillo japonés de Dreamcatcher, titulado «Endless Night», fue lanzado el 11 de marzo, después de que su vídeo musical oficial fuera lanzado una semana antes a través del canal de YouTube de Pony Canyon. El 12 de marzo, Dreamcatcher hizo público su apoyo hacia Handong en su participación en el programa Idol Producer, quien se mantenía ausente con Dreamcatcher. Desde el 20 de marzo, el grupo hizo una promoción de dos semanas de su canción «Black Or White», de su primer álbum de estudio, días después de que las promociones de «Red Sun» y «Scream» terminaran la segunda semana de marzo.
El 1 de mayo, Millenasia Project anunció que Dreamcatcher, junto con el grupo masculino surcoreano IN2IT y la solista femenina AleXa, aparecerían juntos en su canción titulada «Be the Future». El proyecto, apoyado por la Coalición Mundial por la Educación de la UNESCO, tenía como objetivo promover la importancia de mantener las buenas prácticas de higiene y expresaba su más profundo agradecimiento al personal docente de todo el mundo por sus continuos esfuerzos para educar a los estudiantes durante la Pandemia de COVID-19. El vídeo musical de la canción fue lanzado el 6 de mayo.
El 16 de junio, Dreamcatcher lanzó un teaser para su nueva canción, «R.o.S.E BLUE», una colaboración para la banda sonora del el juego móvil Girl Cafe Gun. La canción fue lanzada el 15 de julio de ese año. Después de «Deja Vu» en 2019, esta fue la segunda banda sonora que Dreamcatcher realizaba para un juego.
Como parte de una colaboración continua con MyMusicTaste, Dreamcatcher realizó un concierto en línea de 6 miembros denominado 'Global Streaming Into The Night & Dystopia' el 4 de julio a las 23:59 hrs. (KST). Este fue el primer concierto en línea del grupo realizado para una audiencia global. El 30 de julio, Dreamcatcher reveló su calendario teaser para su quinto EP. Dystopia: Lose Myself fue lanzado el 17 de agosto y se convirtió en su álbum más vendido hasta la fecha. El vídeo musical de la canción principal, «Boca», fue lanzado el 18 de agosto de 2020. El 16 de octubre, Handong hizo oficialmente su regreso al grupo después de encontrarse en cuarentena durante dos semanas, reanudando sus actividades con las otras miembros.

### 2021-presente: Fin de la trilogíaDystopiaySummer Holiday
Tras el inicio de la era denominada "Dystopia", comenzada con Dystopia: The Tree of Language y continuada con Dystopia: Lose Myself, el grupo anunció su nuevo regreso con su sexto EP que daría cierre a la trilogía, Dystopia: Road to Utopia, y su sencillo principal «Odd Eye», que fue lanzado el 26 de enero de 2021. El álbum alcanzó el primer lugar en la lista de álbumes de Gaon Chart. Posteriormente, el 14 de mayo, Dami y Siyeon lanzaron el sencillo «Shadow» como parte de la banda sonora del drama televisivo coreano Black Hole. La versión original debutó en el número 1 en la lista de K-OST y en el número 5 en las listas de canciones rock.
El 1 de julio, Dreamcatcher anunció que su contrato de gestión con su distribuidor en Japón Pony Canyon finaliza el 31 de agosto de 2021. Mientras que el 30 de julio de 2021, Dreamcatcher regresó con un segundo EP especial denominado Summer Holiday, cuyo título principal fue «BEcause».

## Miembros
| Integrantes      | Integrantes      | Integrantes          | Integrantes                    | Integrantes             | Integrantes                   | Integrantes |
| Nombre artístico | Nombre artístico | Nombre de nacimiento | Fecha de nacimiento            | Lugar de nacimiento     | Posición                      |             |
| Romanización     | Hangul           | Nombre de nacimiento | Fecha de nacimiento            | Lugar de nacimiento     | Posición                      |             |
| ---------------- | ---------------- | -------------------- | ------------------------------ | ----------------------- | ----------------------------- | ----------- |
| JiU              | 지유             | Kim Min-ji           | 17 de mayo de 1994 (30 años)   | Daejeon, Corea del Sur  | Líder, vocalista y bailarina  |             |
| SuA              | 수아             | Kim Bo-ra            | 10 de agosto de 1994 (30 años) | Changwon, Corea del Sur | Vocalista, rapera y bailarina |             |
| Siyeon           | 시연             | Lee Si-yeon          | 1 de octubre de 1995 (29 años) | Daegu, Corea del Sur    | Vocalista y bailarina         |             |
| Handong          | 한동             | Han Dong             | 26 de marzo de 1996 (28 años)  | Wuhan, China            | Vocalista y bailarina         |             |
| Yoohyeon         | 유현             | Kim Yoo-hyeon        | 7 de enero de 1997 (28 años)   | Incheon, Corea del Sur  | Vocalista y bailarina         |             |
| Dami             | 다미             | Lee Yoo-bin          | 7 de marzo de 1997 (28 años)   | Seúl, Corea del Sur     | Vocalista, rapera y bailarina |             |
| Gahyun           | 가현             | Lee Ga-hyun          | 3 de febrero de 1999 (26 años) | Seongnam, Corea del Sur | Vocalista, rapera y bailarina |             |

## Discografía
| Álbumes de estudio - 2020: Dystopia: The Tree of Language - 2022: Apocalypse: Save Us EP - 2015: Love Shake (como MINX) - 2017: Prequel - 2018: Escape the Era - 2018: Alone in the City - 2019: The End of Nightmare - 2019: Raid of Dream (especial) - 2020: Dystopia: Lose Myself - 2021: Dystopia: Road to Utopia - 2021: Summer Holiday (especial) - 2022: Apocalypse: Follow Us - 2023: Apocalypse: From Us - 2023: VillainS - 2024: Virtuous Álbumes Sencillos - 2014: Why Did You Come to My Home (como MINX) - 2017: Nightmare - 2017: Fall Asleep in the Mirror Sencillos digitales - 2019: Over the Sky | Álbumes de estudio - 2019: The Beginning of the End Álbumes Sencillos - 2018: What - 2019: Piri - 2020: Endless Night - 2021: Eclipse Sencillos digitales - 2018: Full Moon - 2020: No More |

## Giras musicales
| Giras musicales - 2017-2018: Dreamcatcher 1st World Tour: Fly High - 2018: Dreamcatcher 2nd World Tour: Welcome to the Dream World - 2019: Dreamcatcher 3rd World Tour: Invitation from Nightmare City - 2022: Dreamcatcher World Tour [Apocalypse: Save Us] - 2023: Dreamcatcher World Tour: Reason:Makes - 2023: Dreamcatcher World Tour: Apocalypse: From Us - 2024: Dreamcatcher World Tour: Luck Inside 7 Doors | Conciertos - 2018: 1st Concert In Seoul - Welcome To The Dream World - 2020: Dreamcatcher Concert Global Streaming: Into the Night & Dystopia (O) - 2020: Dreamcatcher Dystopia: Seven Spirits (O) - 2021: Dreamcatcher Concert Crossroads (O) - 2021: Dreamcatcher Concert Halloween Midnight Circus (O) - 2022: Dreamcatcher "Apocalypse Broken Halloween" |

(O): Concierto online.